# 세단뛰기 세계 기록 추이

## 남자
국제 아마추어 육상 경기 연맹 (현 국제 육상 경기 연맹)이 남자 세단뛰기 세계 기록을 공인하기 시작한 해는 1912년이다. 국제 육상 경기 연맹이 공인한 첫 세계 기록은 Dan Ahearn이 1911년에 세운 15.52m이다.
2011년 7월 1일 기준으로, 국제 육상 경기 연맹이 공인한 이 종목 세계 기록은 모두 27개이다.
| #  | 기록    | 바람  | 차이   | 선수                        | 나라           | 날짜         | 대회명                      | 개최지                | 경기장                  | 주석 및 기타 | 동영상 |
| 1  | 15.52m  |       |        | Dan Ahearn                  | 미국           | 1911. 05. 30 |                             | 미국 뉴욕 시          | [ 1 ]                   |              |        |
| 2  | 15.52m  |       |        | 닉 윈터                     | 오스트레일리아 | 1924. 07. 12 | 제8회 하계 올림픽           | 프랑스 파리           | [ 1 ]                   |              |        |
| 3  | 15.58m  |       |        | 오다 미키오                 | 일본           | 1931. 10. 27 | 제6회 메이지 신궁 체육 대회 | 일본 도쿄             | [ 1 ]                   |              |        |
| 4  | 15.72m  |       |        | 난부 추헤이                 | 일본           | 1932. 08. 04 |                             | 미국 로스앤젤레스     | [ 1 ]                   |              |        |
| 5  | 15.78m  |       |        | 잭 멧커프                   | 오스트레일리아 | 1935. 12. 14 |                             | 오스트레일리아 시드니 | [ 1 ]                   |              |        |
| 6  | 16.00m  | 0.6   |        | 다지마 나오토               | 일본           | 1936. 8. 6   |                             | 독일 베를린           | [ 1 ]                   |              |        |
| 7  | 16.00m  | 1.6   |        | 아데마르 페헤이라 다 시우바 | 브라질         | 1950. 12. 3  |                             | 브라질 상파울루       | [ 1 ]                   |              |        |
| 8  | 16.01m  | 1.2   |        | 아데마르 페헤이라 다 시우바 | 브라질         | 1951. 9. 30  |                             | 브라질 리우데자네이루 | [ 1 ]                   |              |        |
| 9  | 16.12m  |       |        | 아데마르 페헤이라 다 시우바 | 브라질         | 1952. 07. 23 | 제15회 하계 올림픽          | 핀란드 헬싱키         | [ 1 ]                   |              |        |
| 10 | 16.22m  |       |        | 아데마르 페헤이라 다 시우바 | 브라질         | 1952. 07. 23 | 제15회 하계 올림픽          | 핀란드 헬싱키         | [ 1 ]                   |              |        |
| 11 | 16.23m  | 1.5   |        | 레오니드 스케르바코브       | 소련           | 1953. 07. 19 |                             | 소련 모스크바         | [ 1 ]                   |              |        |
| 12 | 16.56m  | 0.2   |        | 아데마르 페헤이라 다 시우바 | 브라질         | 1955. 03. 16 |                             | 멕시코 멕시코 시      | [ 1 ]                   |              |        |
| 13 | 16.59m  | 1.0   |        | Oleg Ryakhovskiy            | 소련           | 1958. 7. 28  |                             | 소련 모스크바         | [ 1 ]                   |              |        |
| 14 | 16.70m  | 0.0   |        | Oleg Fedoseyev              | 소련           | 1959 . 5. 3  |                             | 소련 날치크           | [ 1 ]                   |              |        |
| 15 | 17.03m  | 1.0   |        | 요제프 슈미트               | 폴란드         | 1960. 08. 05 |                             | 폴란드 올슈틴         | [ 1 ]                   |              |        |
| 16 | 17.10m  | 0.0   | + 07cm | 주세페 젠틸레               | 이탈리아       | 1968. 10. 16 | 제17회 하계 올림픽          | 멕시코 멕시코 시      | 예선 기록               |              |        |
| 17 | 17.22 m | 0.0   | + 12cm | 주세페 젠틸레               | 이탈리아       | 1968. 10. 17 | 제17회 하계 올림픽          | 멕시코 멕시코 시      | 결선 1차 시기. 최종 3위 |              |        |
| 18 | 17.23m  | 2.0   | + 01cm | 빅토르 사네예프             | 소련           | 1968. 10. 17 | 제17회 하계 올림픽          | 멕시코 멕시코 시      | 결선 3차 시기           |              |        |
| 19 | 17.27m  | 2.0   | + 04cm | Nelson Prudêncio            | 브라질         | 1968. 10. 17 | 제17회 하계 올림픽          | 멕시코 멕시코 시      | 결선 5차 시기. 최종 2위 |              |        |
| 20 | 17.39m  | 2.0   |        | 빅토르 사네예프             | 소련           | 1968. 10. 17 | 제17회 하계 올림픽          | 멕시코 멕시코 시      | 결선 6차 시기. 최종 1위 |              |        |
| 21 | 17.40m  | 0.4   | + 01cm | 페드로 페레스               | 쿠바           | 1971. 08. 5  | 제6회 범미주 경기 대회      | 콜롬비아 칼리         | [ 1 ]                   |              |        |
| 22 | 17.44m  | -0.5  |        | 빅토르 사네예프             | 소련           | 1972. 10. 17 |                             | 소련 수후미           | [ 1 ]                   |              |        |
| 23 | 17.89m  | 0.0   |        | 주앙 카를로스 드 올리베이라 | 브라질         | 1975. 10. 15 |                             | 멕시코 멕시코 시      | [ 1 ]                   |              |        |
| 24 | 17.97m  | 1.5   | + 08cm | 윌리 뱅크스                 | 미국           | 1985. 06. 16 | 미국 육상 선수권 대회       | 미국 인디애나폴리스   | [ 1 ]                   |              |        |
| 25 | 17.98m  | 1.8   | + 01cm | 조너선 에드워즈             | 영국           | 1995. 07. 18 | 살라망카 국제 육상 대회     | 스페인 살라망카       | [ 1 ]                   |              |        |
| 26 | 18.16m  | + 1.3 | + 18cm | 조너선 에드워즈             | 영국           | 1995. 08. 07 | 제5회 세계 육상 선수권 대회 | 스웨덴 예테보리       | [ 1 ]                   |              |        |
| 27 | 18.29m  | + 1.3 | + 13cm | 조너선 에드워즈             | 영국           | 1995. 08. 07 | 제5회 세계 육상 선수권 대회 | 스웨덴 예테보리       | [ 1 ]                   |              |        |

## 여자
국제 육상 경기 연맹이 여자 세단뛰기 세계 기록을 공인하기 시작한 해는 1990년이다. 국제 육상 경기 연맹이 공인한 첫 세계 기록은 리후이룽이 1990년에 세운 14.54m이다.
2011년 7월 1일 기준으로, 국제 육상 경기 연맹이 공인한 이 종목 세계 기록은 모두 5개이다.

### 1990년까지 비공식 기록
| # | 기록   | 바람 | 차이 | 선수              | 나라                | 날짜         | 대회명 | 장소                     | 주석 및 기타 | 동영상 |
|   | 10.32m |      |      | 엘리자베스 스타인 | 미국                | 1922. 5. 13  |        | 미국 Mamaroneck          |              |        |
|   | 10.50m |      |      | Adrienne Känel    | 스위스              | 1923. 7. 23  |        | 스위스 제네바            |              |        |
|   | 11.62m |      |      | 히토미 기누에     | 일본                | 1926. 10. 17 |        | 일본 하얼빈시            |              |        |
|   | 11.66m |      |      | 야마구치 리에     | 일본                | 1939. 10. 21 |        |                          |              |        |
|   | 12.22m |      |      | Mary Bignal       | 영국                | 1959. 6. 18  |        | 영국 Street, Somerset    |              |        |
|   | 12.43m |      |      | 테리 터너         | 미국                | 1981. 5. 9   |        | 미국 오스틴              |              |        |
|   | 12.47m |      |      | 테리 터너         | 미국                | 1982. 5. 7   |        | 미국 오스틴              |              |        |
|   | 12.51m |      |      | 멜로디 스미스     | 미국                | 1983. 5. 6   |        | 미국 오스틴              |              |        |
|   | 12.98m |      |      | Easter Gabriel    | 미국                | 1983. 5. 7   |        | 미국 배턴루지            |              |        |
|   | 13.15m |      |      | 테리 터너         | 미국                | 1984. 3. 24  |        | 미국 오스틴              |              |        |
|   | 13.21m |      |      | 테리 터너         | 미국                | 1984. 4. 13  |        | 미국 배턴루지            |              |        |
|   | 13.58m |      |      | 웬디 브라운       | 미국                | 1985. 5. 30  |        | 미국 오스틴              |              |        |
|   | 13.68m |      |      | Esmeralda Garcia  | 브라질              | 1986. 6. 5   |        | 미국 인디애나폴리스      |              |        |
|   | 13.71m |      |      | 웬디 브라운       | 미국                | 1987. 5. 2   |        | 미국 로스앤젤레스        |              |        |
|   | 13.73m |      |      | Flora Hyacinth    | 미국령 버진아일랜드 | 1987. 5. 17  |        | 미국 터스컬루사          |              |        |
|   | 13.78m |      |      | 실라 허드슨       | 미국                | 1987. 6. 6   |        | 미국 배턴루지            |              |        |
|   | 13.85m |      |      | 실라 허드슨       | 미국                | 1987. 6. 26  |        | 미국 새너제이            |              |        |
|   | 14.04m |      |      | 리후이룽          | 중화인민공화국      | 1987. 10. 11 |        | 일본 하마마쓰시          |              |        |
|   | 14.16m |      |      | 리후이룽          | 중화인민공화국      | 1988. 4. 23  |        | 중화인민공화국 스자좡 시 |              |        |
|   | 14.52m |      |      | 갈리나 치스탸코바 | 소련                | 1989. 7. 2   |        | 스웨덴 스톡홀름          |              |        |

### 1990년 이후 IAAF 공식 기록
| # | 기록   | 바람  | 차이   | 선수            | 나라           | 날짜         | 대회명                      | 개최지            | 경기장                 | 주석 및 기타 | 동영상 |
| 1 | 14.54m | + 1.1 |        | 리후이룽        | 중화인민공화국 | 1990. 08. 25 |                             | 일본 삿포로시     | [ 7 ]                  |              |        |
| 2 | 14.95m | - 0.2 |        | 이네사 크라베츠 | 소련           | 1991. 06. 10 |                             | 소련 모스크바     | [ 7 ]                  |              |        |
| 3 | 14.97m | + 0.9 |        | 이올란다 첸     | 러시아         | 1993. 06. 18 |                             | 러시아 모스크바   | [ 7 ]                  |              |        |
| 4 | 15.09m | + 0.5 | + 12cm | 안나 비리우코바 | 러시아         | 1993. 08. 21 | 제4회 세계 육상 선수권 대회 | 독일 슈투트가르트 | 고틀리프 다임러 경기장 | [ 7 ]        |        |
| 5 | 15.50m | + 0.9 | + 41cm | 이네사 크라베츠 | 우크라이나     | 1995. 08. 10 | 제5회 세계 육상 선수권 대회 | 스웨덴 예테보리   | [ 7 ]                  |              |        |

## 더 읽어보기
- 세단뛰기 대한민국 기록 추이